# Tiff Needell
Timothy "Tiff" Needell (født 29. oktober 1951, Havant, Hampshire) er en britisk racerkører og tv-vært. Han var vært på Lovecars, og tidligere medvært på Top Gear (den oprindelige serie) og Fifth Gear.